# گمینا یاروسواو
گمینا یاروسواو (به لهستانی:  Gmina Jarosław) یک گمینا در لهستان است که در شهرستان یاروسواف واقع شده‌است. گمینا یاروسواو ۱۱۴٫۰۵ کیلومتر مربع مساحت و ۱۳٬۰۶۱ نفر جمعیت دارد.